# Montague Street Tunnel
Il Montague Street Tunnel è un tunnel della metropolitana di New York situato sotto l'East River, tra Manhattan e Brooklyn, aperto al traffico il 1º agosto 1920. I binari all'interno sono parte della linea BMT Fourth Avenue, utilizzata, in questo tratto, da due services, le linee N e R.

## Storia
La costruzione del tunnel, progettato dall'ingegnere Clifford Milburn Holland che si occuperà anche dell'Holland Tunnel, iniziò il 12 ottobre 1914, utilizzando uno scudo per lo scavo insieme ad aria compressa. La canna in direzione nord venne completata il 2 giugno 1917, quella in direzione sud il 20 giugno.
Il tunnel fu aperto il 20 agosto 1920, lo stesso giorno del 60th Street Tunnel. Insieme, queste due nuove gallerie permettevano di effettuare un viaggio lungo 29 km, da Coney Island, attraverso Manhattan, fino al Queens a un costo di soli 5 centesimi. Il costo del tunnel fu di 9.867.906,52 dollari, quasi il doppio del costo del 60th Street Tunnel.
Il 27 dicembre 1920, più di diecimila persone furono costrette ad evacuare il tunnel, a causa della perdita di energia alla terza rotaia, per un cortocircuito, che bloccò dieci treni della metropolitana all'interno della galleria.
Il 29 ottobre 2012, con l'arrivo dell'uragano Sandy, il tunnel ha subito una pesante inondazione e di conseguenza è stato chiuso per effettuare le riparazione necessarie. Il successivo 21 dicembre, il tunnel è stato riaperto con l'utilizzo di attrezzature temporanee. La Metropolitan Transportation Authority, tuttavia, aveva annunciato la necessità di una completa ricostruzione dei vari sistemi del tunnel, che è stato quindi nuovamente chiuso il 2 agosto 2013. Il 14 settembre 2014, il tunnel è stato riaperto, con un mese di anticipo rispetto alla data originariamente fissata.

## Progetti
L'utilizzo del Montague Street Tunnel, o del Cranberry Street Tunnel, oppure di entrambi, è stato considerato come una delle possibili alternative della costruzione di un nuovo tunnel sotto l'East River nell'ambito del progetto Lower Manhattan-Jamaica/JFK Transportation Project. L'uso della galleria esistente come possibile opzione è stato considerato perché il Montague Street Tunnel ha una capacità residua molto ampia, avendo ospitato in passato la linea M fino al 2010 e il servizio diurno della linea N durante la ricostruzione dei binari sul ponte di Manhattan tra il 1986 e il 2004.